# Genevieve Stearns
Genevieve Stearns (Zumbrota, 24 december 1892 – 1997) was een Amerikaans biochemicus. Ze werd vooral erkend vanwege haar onderzoek op het gebied van voeding, waarbij ze zich voornamelijk op vrouwen en kinderen richtte. Stearns was een voorvechter van betere voeding.

## Jeugd en onderwijs
Stearns werd in 1892 geboren in Zumbrota, Minnesota als docher van Clayton H. Stearns en Clara (née Beierwalter) Stearns. In 1912 behaalde ze haar bachelordiploma in de wetenschappen aan het Carleton College. Hierna gaf ze zes jaar les op een middelbare school, waarop ze vertrok om een voorbereidende opleiding aan de Universiteit van Illinois te volgen. Ze werkte hier, terwijl ze haar masterdiploma behaalde, als scheikunde-assistent. Voor haar doctorale graad, behaald in 1920, onderzocht Stearns de werking van creatinine. Specifiek onderzocht ze het effect op voeding en seks. In 1920 ging ze aan de slag als onderzoeksmedewerker op het gebied van voeding bij het onderzoeksstation voor kinderwelzijn aan de Universiteit van Iowa. 
Nadat ze vijf jaar had gewerkt als onderzoeksmedewerker besloot ze weer te gaan studeren. Stearns ging terug naar de Universiteit van Michigan. In 1928 behaalde ze haar doctoraat. Haar onderzoek was gericht op metabolisme en haar proefschrift ging over het intermediaire metabolisme van cystine. 

## Carrière
Stearns werd in 1943 hoogleraar aan de Universiteit van Iowa. Ze bestudeerde het metabolisme van vitamine A en D en mineralen, groeichemie, metabole bot- en kraakbeenziekten en rachitis. In een interview dat Stearns in 1957 gaf aan Adventures in Science, beschreef ze hoe ze gedurende langere tijd cohorten kinderen bestudeerde om beter te begrijpen hoe men kinderen het beste kan voeden.
Na een aantal jaren als professor in de kindergeneeskunde te hebben gewerkt, werd ze in 1950 door de Wereldgezondheidsorganisatie uitgekozen om naar Europa te gaan om lezingen te gaan geven over het metabolisme.
Nadat ze met pensioen was gegaan kreeg ze een Fulbright Beurs. Dit maakte het haar mogelijk om van 1960 tot 1961 aan de vrouwenafdeling van de Ein Shams-universiteit in Caïro te werken In 1965 werd ze geselecteerd als fellow voor het Amerikaanse Voedingsinstuut, American Institute of Nutrition. Daarnaast was Stearns lid van de Society of Biological Chemists en de American Chemical Society. Ze won onder meer de Alumni Achievement Award van het Carleton College, de Borden Award van de American Home Economics Association (1942) en de Borden Award van het American Institute of Nutrition (1946).

## Geselecteerde publicaties
- (en) Stearns, Genevieve (1930). The Metabolism of Sulfur. Journal of Biological Chemistry 86 (1): 93–105. ISSN: 0021-9258. DOI: 10.1016/s0021-9258(18)76907-x.
- (en) Stearns, Genevieve (1 juli 1939). The Mineral Metabolism of Normal Infants. Physiological Reviews 19 (3): 415–438. ISSN: 0031-9333. DOI: 10.1152/physrev.1939.19.3.415.
- (en) Jeans, P. C. (1 november 1938). The effect of vitamin D on linear growth in infancy: II. The effect of intakes above 1,800 U.S.P. units daily. The Journal of Pediatrics 13 (5): 730–740. ISSN: 0022-3476. DOI: 10.1016/S0022-3476(38)80162-1.
- (en) Stearns, Genevieve (1 november 1968). Fifty Years of Experience in Nutrition and a Look to the Future. American Journal of Public Health and the Nation's Health 58 (11): 2027–2035. ISSN: 0002-9572. PMID 18018236. PMC 1229035. DOI: 10.2105/AJPH.58.11.2027.
- (en) Stearns, Genevieve (1959). Infants and Toddlers: 283–295.